# 豐海町 (東京都中央區)
豐海町（日语：／ Toyomichō */?）是東京都中央區的町名。2021年（令和3年）7月1日的人口有758人。郵遞區號為104-0055。

## 地理
位於中央區月島地域的西側，東面接勝鬨，其他面為水路、運河。朝潮運河以南是晴海，以西是港區海岸，以北是濱離宮庭園。豐海水產埠頭周圍有許多冷藏倉庫。

## 歷史
1963年（昭和38年）填埋完成。

### 地名的由來
町名是住民調查中所選出。

## 設施
- 豐海水產會館
- 中央豐海郵便局
- 豐海運動公園

所轄之警察署
- 月島警察署（日语：月島警察署）（所在地：勝鬨）

## 備註
1. ↑  .   [2021-07-17]. （原始内容存档于2021-08-02）.
2. ↑  月島地區 町名の由来 - 中央區ホームページ内 （页面存档备份，存于）,2011-04-08閲覧。